# Wojna polsko-krzyżacka (1327–1332)

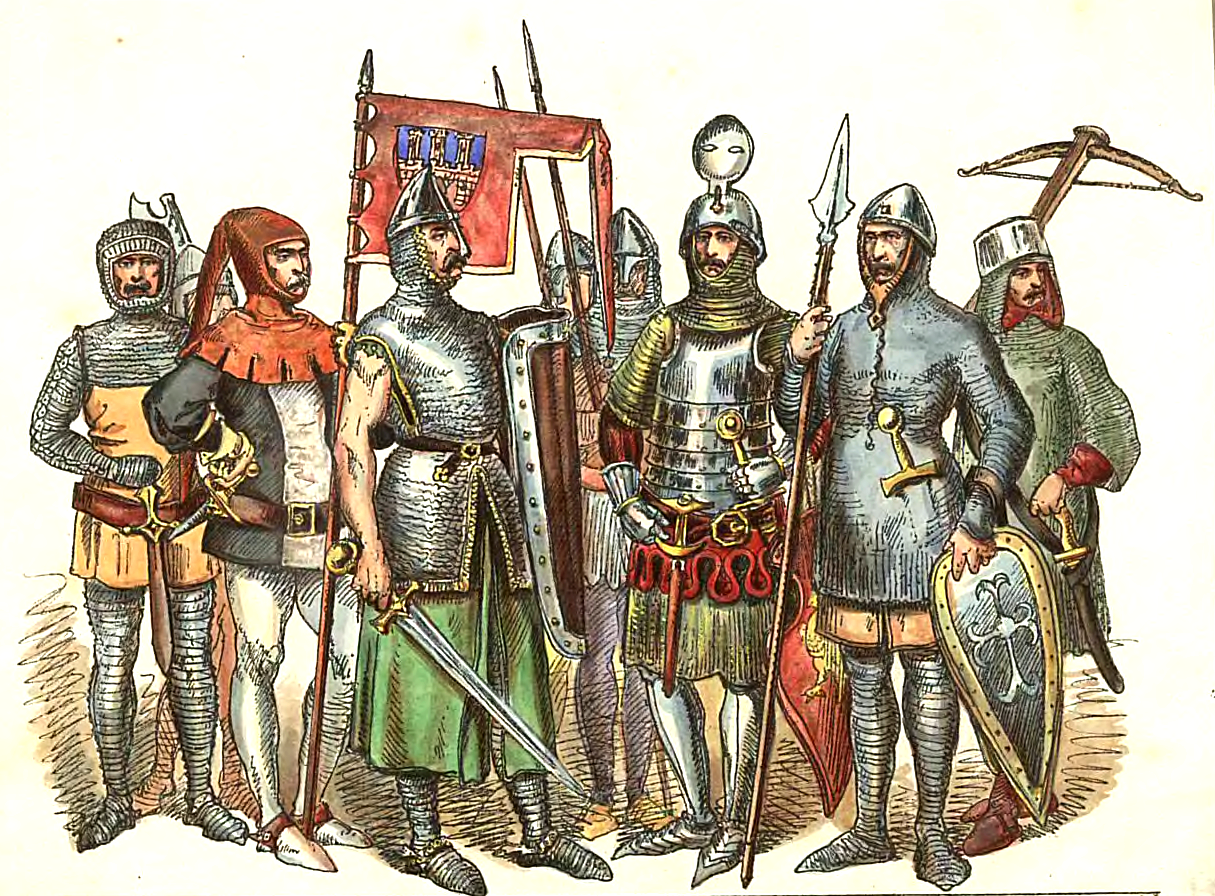
Wojsko Królestwa Polskiego z okresu wojny

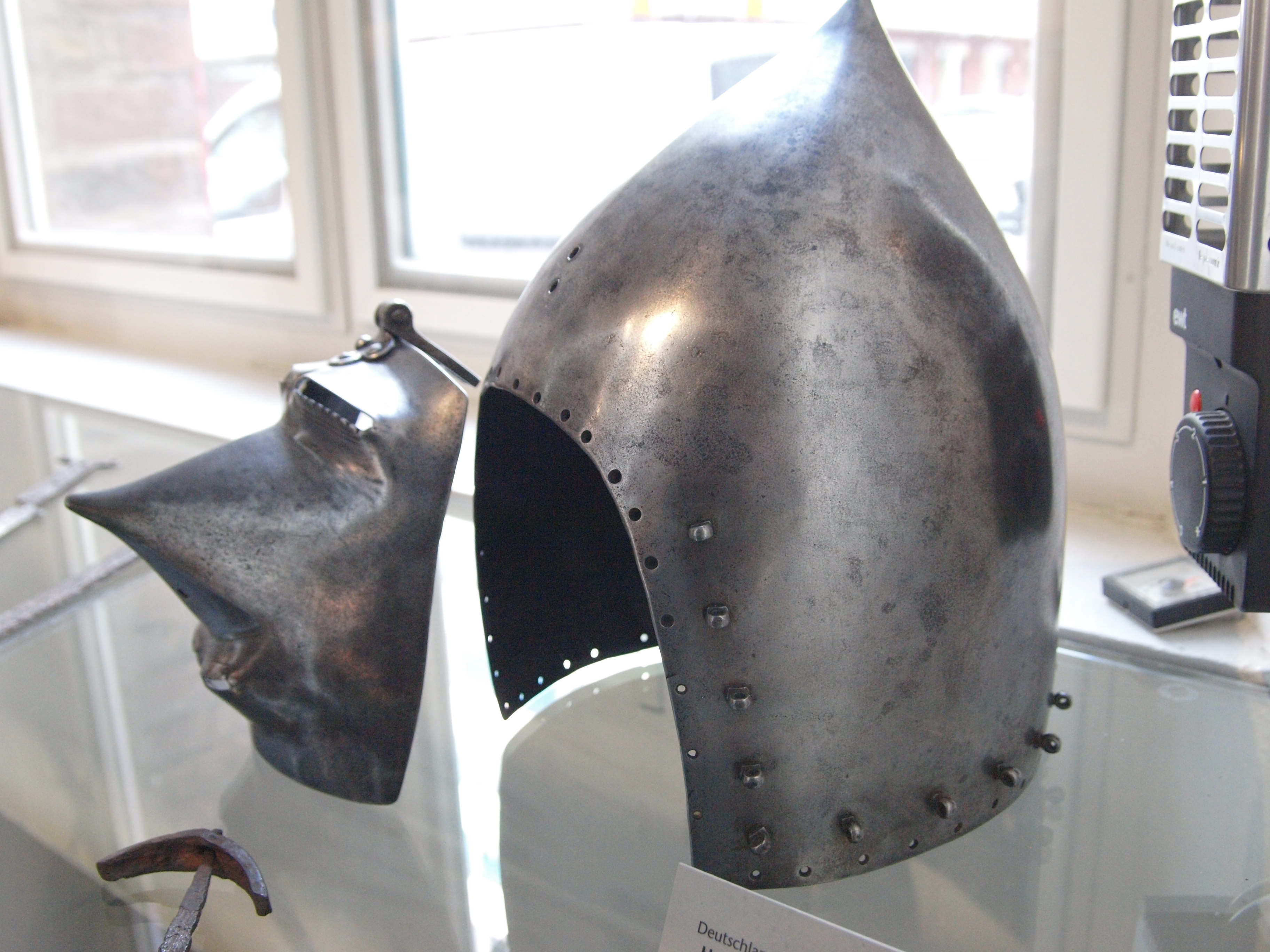
Hełm typu Hundsgugel z ok. 1350 r.

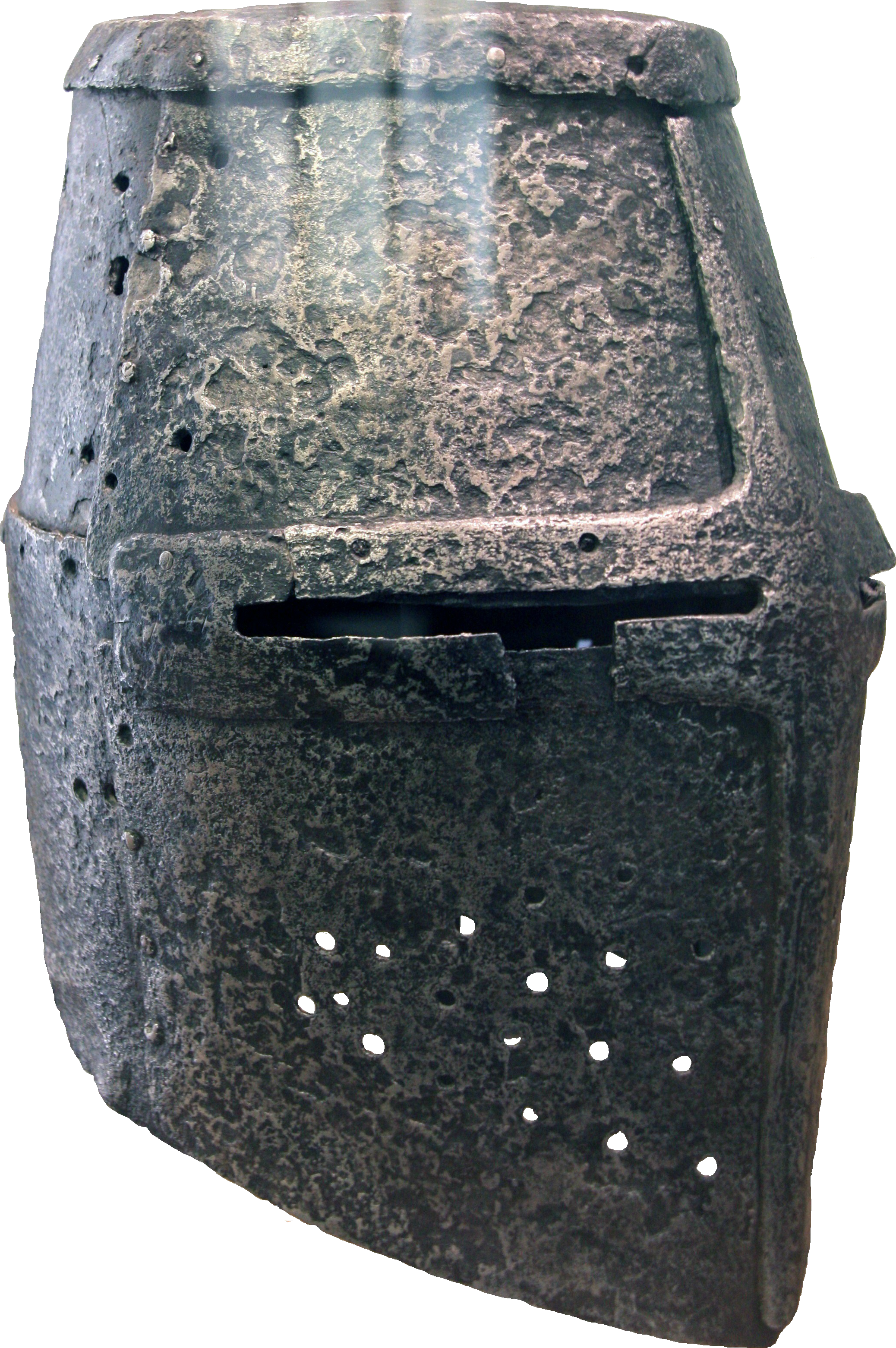
Hełm garnczkowy

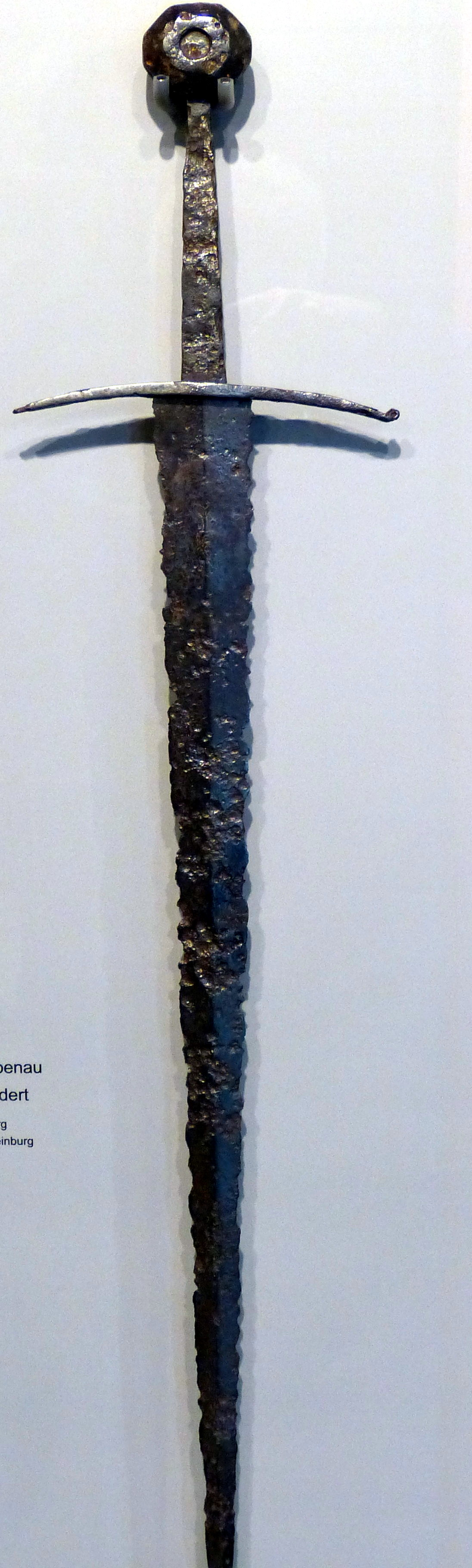
Miecz z przełomu XIII/XIV wieku

Wojna polsko-krzyżacka 1327–1332 – wojna pomiędzy Królestwem Polskim, wspieranym przez Wielkie Księstwo Litewskie, Królestwo Węgier i (pośrednio) Księstwo Jaworskie, a państwem zakonu krzyżackiego, wspieranym przez księstwa mazowieckie i Królestwo Czech. Konflikt zakończył oficjalnie pokój kaliski, zawarty w 1343.

## Przyczyny konfliktu

### Agresja na Mazowsze
Władysław I Łokietek, w swojej polityce jednoczenia dzielnic wyodrębnionych w okresie rozbicia dzielnicowego, zorganizował na przełomie 1326/1327 wyprawę na Mazowsze. W wyniku tego najazdu wojska polskie zdobyły Płock, ale książę płocki Wacław wraz z braćmi Siemowitem II warszawsko-liwskim i Trojdenem czerskim zawarł sojusz obronny z Krzyżakami. W tej sytuacji Łokietek musiał odłożyć plany związane z Mazowszem.

### Spór o Pomorze Gdańskie
Po tym jak w 1309 Pomorze Gdańskie zostało siłą wcielone do państwa krzyżackiego rozgorzał długoletni konflikt o tę dzielnicę. Pomimo wyroku sądu papieskiego w Inowrocławiu z 1321 Krzyżacy nie chcieli oddać zagarniętego terytorium. Negocjacje ciągnęły się przez kilka lat, w końcu w Malborku zdecydowano się na rozwiązanie siłowe. Sojusz zawarty przez Krzyżaków z książętami mazowieckimi stał się doskonałym pretekstem do wojny. Dodatkowym atutem Krzyżaków były roszczenia jakie przeciwko Władysławowi Łokietkowi wysuwał król czeski Jan Luksemburski.

### Czeskie pretensje do korony
Po śmierci Wacława III w 1306 Czechy odziedziczył – po zabiegach swojego ojca cesarza Henryka VII – w 1310 Jan Luksemburski. Jako mąż Elżbiety, siostry Wacława III Jan zaczął rościć sobie pretensje do tytułu króla polskiego. Wyrazem tej polityki była stosowana od 1314 tytulatura Jana na pieczęciach majestatycznej i konnej: Johannes Dei gracia Boemie et Polonie rex Lucemburgensis comes (łac. Jan, z Bożej łaski król Czech i Polski, hrabia luksemburski). Sprawę skomplikowała koronacja Łokietka – za przyzwoleniem papieża Jana XXII – na króla w 1320. Uroczystość odbyła się w Krakowie, a nie tradycyjnie w Gnieźnie. Miało to znaczenie o tyle, że Przemyślidzi – a po nich Rudolf III Habsburg, Henryk z Karyntii i Jan Luksemburski – swoje pretensje do tronu polskiego opierali na koronacji Przemysła II właśnie w Gnieźnie (tradycja królestwa (wielko)polskiego) w 1295. Po 1320 nastąpiło więc pewnego rodzaju dwukrólewie – przy czym Jan uważał się za legalnego – choć nie koronowanego – władcę polskiego (w tradycji wielkopolskiej), a Władysława Łokietka określał królem (mało)polskim (dokładniej: krakowskim). Sympatyzujący z Krzyżakami Jan, wykorzystał zaangażowanie Polaków na północy i zawarł sojusz z Zakonem przeciwko Łokietkowi.

### Sprawa Bolka II
Pewną rolę w wojnie odegrał też konflikt pomiędzy Janem Luksemburskim a Bolkiem II, ks. świdnickim. Bolko i jego stryjowie Bolko II ziębicki i Henryk I jaworski oraz szwagier Przemko głogowski, pozostawali jedynymi całkowicie niezależnymi władcami na Śląsku. Bolko zaś – będący wnukiem Łokietka – prowadził najbardziej aktywną politykę ukierunkowaną na utrzymanie niezależności od Czech i zwłaszcza od zhołdowania książąt z pozostałych linii. W 1329 pozostawał on w konflikcie z Janem Luksemburskim. Nie pozostało to bez wpływu na przebieg kampanii w 1331.

## Pierwsza faza wojny

### Działania w 1327
W czasie przygotowań do interwencji polskiej na Mazowszu pod Kraków podciągnęło już w styczniu 1327 silne wojsko czeskie, sam Jan Luksemburski pozostał jednak na terenie Śląska. Skonfliktowany z dworem czeskim król Węgier Karol Robert przeprowadził jednak sprawną akcję dyplomatyczną, dzięki której Czesi zdecydowali się wycofać z Małopolski.
Na północy państwa polskiego i na Mazowszu do większych walk nie doszło. Wyjątkiem była krótka, lipcowa, kampania na pograniczu kujawsko-mazowieckim. Polski oddział oblegał wówczas Gostynin, ale wobec nadejścia sił krzyżackich (chorągwie toruńska i chełmińska) wycofały się do Brześcia Kujawskiego, gdzie stały główne siły polskie. Łokietek zdecydował się wydać połączonym siłom krzyżacko-płockim bitwę pod Kowalem. W jej wyniku zginął komtur toruński Hugo Almenhausen, a płocczanie wycofali się. Ponieważ Krzyżacy jeszcze nie dysponowali dostateczną siłą, zawarli z Władysławem Łokietkiem tymczasowy rozejm. Król jednak przewidywał wznowienie walk, stąd też zabezpieczył swoich krewnych z Kujaw: najpóźniej jesienią 1328 przekazał księstwo sieradzkie Przemysłowi w zamian za jego Inowrocław, Bydgoszcz i Wyszogród; bezpośrednio we władanie króla weszło też księstwo dobrzyńskie, które oddali mu Władysław Garbaty i jego brat Bolesław, sami otrzymując księstwo łęczyckie.

### Kampania 1328-1329
Wznowienie walk nastąpiło dopiero pod koniec 1328 i w styczniu 1329 roku, gdy Jan Luksemburski przeszedł bez zgody Łokietka przez Polskę i z Krzyżakami wyruszył na krucjatę przeciwko Litwinom wkraczając na Żmudź. Wielki Książę Giedymin był jednak w sojuszu z Łokietkiem, stąd też wojska polskie wkroczyły w lutym 1329 do ziemi chełmińskiej, przez co Łokietek zerwał dotychczasowy rozejm. W tej sytuacji 12 marca król czeski Jan Luksemburski i wielki mistrz Werner von Orseln zawarli w Toruniu oficjalny sojusz przeciwko Łokietkowi. Jednocześnie Jan, legitymując się tytułem króla polskiego, nadał Krzyżakom całe Pomorze Gdańskie.
Wzmocnieni sojuszem, rycerze zakonni zdecydowali się zaatakować i jeszcze w marcu 1329 zdobyli gród w Dobrzyniu i opanowali Księstwo dobrzyńskie. Jednocześnie z marcowym atakiem krzyżackim, uderzył też Jan Luksemburski. Jego armia wkroczyła na Mazowsze i 29 marca siłą zmusiła do hołdu lennego ks. płockiego Wacława. Według kronikarza Wiganda z Marburga hołd został poprzedzony – najwyżej kilkudniowym – oblężeniem Płocka. Po tym sukcesie – i nie niepokojeni przez Polaków – Czesi pomaszerowali na Dolny Śląsk. Krzyżacy prowadzili jednak nadal ofensywę i w kwietniu wtargnęli na Kujawy, gdzie 23 kwietnia spalili Włocławek z katedrą, a następnie ruszyli na północ wzdłuż Wisły zdobywając biskupi gród w Raciążku. Inna grupa wojsk krzyżackich zdobyła gród w Przedczu.

## Druga faza

### Zmagania w latach 1330-1331
W 1330 Łokietek zdecydował się przeprowadzić kontratak i odzyskać ziemię dobrzyńską. Mimo iż początkowe walki wydawały się obiecujące, kampania ta jednak nie przyniosła poważniejszych sukcesów. Wkrótce nastąpiło nowe uderzenie krzyżackie, w wyniku którego zdobyli 12 maja gród w Wyszogrodzie i po ośmiodniowym oblężeniu 29 czerwca ponownie gród w Raciążku. Następnie Krzyżacy uderzyli na Radziejów, który 7 lipca spalono. W drodze powrotnej Krzyżacy w czerwcu spalili 17 lipca gród w Nakle nad Notecią mordując mieszkańców oraz Bydgoszcz. W wyniku zniszczeń biskup Maciej z Gołańczy postanowił zrezygnować ze swoich praw do dziesięciny z Pomorza Gdańskiego i podpisał 24 sierpnia 1330 roku ugodę z Krzyżakami, w której zrezygnował z jakichkolwiek pretensji. Nie zrażony tym Władysław Łokietek po pozyskaniu wsparcia militarnego z Węgier, Litwy i Rusi Halickiej, postanowił poprowadzić we wrześniu drugi atak na ziemię chełmińską. Mimo tego, że opuścili go Litwini po kłótni Giedymina z węgierskim głównodowodzącym Wilhelmem Drughetem, w końcu września wkroczył do Ziemi chełmińskiej i pustoszył ją przez dwa tygodnie. Obległ zamek w Kowalewie Pomorskim, a następnie rozpoczął oblężenie zamku w Lipienku, pod którym 18 października zawarł rozejm z wielkim mistrzem krzyżackim. Rozejm miał obowiązywać do 8 czerwca 1331 roku i w wyniku jego ustaleń Krzyżacy mieli zwrócić Polsce Bydgoszcz i Wyszogród.
W 1331 Krzyżacy zamierzali poprowadzić decydujące uderzenie, skoordynowane z wkroczeniem wojsk czeskich od południa. Sojusznicy mieli spotkać się 14 września pod Kaliszem. Wojska krzyżackie pod dowództwem wielkiego marszałka Dietricha von Altenburga atak rozpoczęły jednak 22 lipca przechodząc Wisłę koło Wyszogrodu i zajmując Bydgoszcz. Następnie uderzyli na Inowrocław, który zdołał się obronić. Celem były Pyzdry, gdzie przebywał jako namiestnik królewski królewicz Kazimierz. Pyzdry opanowano 27 lipca, ale dzięki mieszkańcom Kazimierz zdołał dotrzeć do obozu rycerstwa wielkopolskiego w pobliżu miasta. Dowodzący nimi wojewoda poznański Wincenty z Szamotuł zdecydował się uderzyć na Krzyżaków, jednak poniosły porażkę. Krzyżacy zaś zdobyli i spalili kolejne miasta: Bnin, Środę Wielkopolską (28 lipca), Pobiedziska, Klecko, spalili Gniezno bez katedry i kościoła franciszkanów (31 lipca), Żnin (1 sierpnia), a następnie wrócili do Torunia z łupami. Wielkopolanie nie pozostali jednak bierni na najazd i zdołali pokonać najeźdźców pod Palędziem. Jednak bitwa ta pozostaje kwestią dość zagadkową, a w źródłach brak o niej niemal zupełnie wzmianek (zob. Palędzie).

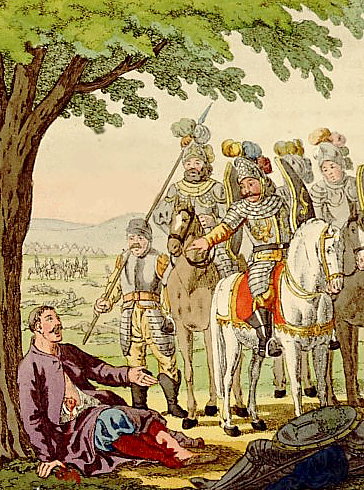
Król Władysław I Łokietek i rycerz Florian Szary po bitwie pod Płowcami

### Kampania kaliska
Druga, znacznie większa od poprzedniej, wyprawa krzyżacka ruszyła we wrześniu, aby wypełnić zobowiązania wobec Jana Luksemburskiego, z którym mieli spotkać się pod Kaliszem około 21 września. Czesi jednak nie dotarli w terminie pod Kalisz. Wyprawa Jana Luksemburskiego została zatrzymana jeszcze na Dolnym Śląsku. Skonfliktowany z Janem Luksemburskim Bolko II, który już w 1330 rozpoczął starania o sojusz z Polską, Węgrami i cesarzem Ludwikiem IV Bawarskim poważnie – choć z braku źródeł nie wiadomo czy rzeczywiście celowo – spowolnił armię czeską. Jan bowiem wmieszał się ze swoimi wojskami w „bunt”, dzierżawionej przez Bolka, Niemczy. Incydent ten był zapewne inspirowany przez samego księcia świdnickiego, gdyż załoga miasta zbuntowała się akurat w czasie przemarszu Czechów i mimo przewagi oblegających nie poddała się. Spod Niemczy król czeski w końcu ruszył na Głogów, aby uzyskać dla siebie całe to księstwo. Większe i lepiej obwarowane od Niemczy miasto poddało się 2 października.
We wrześniu Krzyżacy spod Płocka uderzyli na Łęczycę, którą spalili (bez grodu), a następnie zdobyli Uniejów, Szadek, Wartę, Sieradz (20 września), Stawiszyn. Od 21-22 września Krzyżacy oblegali Kalisz, ale nie zdołali go zdobyć. W efekcie nie mogąc zdobyć Kalisza i widząc, że Jan Luksemburski się spóźnia, Krzyżacy zaczęli się wycofywać na Kujawy paląc Stawiszyn, Konin i rozbijając w nocy z 23-24 września pod miastem część polskich oddziałów Władysława Łokietka (bitwa pod Koninem).

### Płowce 1331
27 września pod Radziejowem armia krzyżacka podzieliła się na dwie części, co postanowił wykorzystać Łokietek i zaatakował, w związku z czym doszło do najsłynniejszego starcia tej wojny – Bitwy pod Płowcami. Pierwszą jej fazę wygrali Polacy, druga pozostała nierozstrzygnięta. W konsekwencji bitwy, w której Krzyżacy stracili 1/3 armii, zrezygnowali z uderzenia na Brześć Kujawski i opanowania Kujaw i wycofali się w kierunku Torunia.
Tymczasem Jan Luksemburski zdecydował się uderzyć w końcu na Wielkopolskę. Jego liczna armia, wyposażona w machiny oblężnicze, pojawiła się 5 października pod Poznaniem i rozpoczęła oblężenie miasta. Tutaj Jan Luksemburski otrzymał wiadomość o klęsce Krzyżaków pod Płowcami, wobec czego po 6 dniach bezskutecznych szturmów zwinął oblężenie miasta powracając na Śląsk.

## Ostatnie działania wojenne
Trzecie uderzenie krzyżackie w 1331 nastąpiło już 20 listopada. Po przerwie zimowej, 9 kwietnia 1332 roku Krzyżacy ponownie najechali Kujawy, po trzech dniach oblężenia zdobywając Brześć Kujawski (19 kwietnia) i skłaniając do poddania Inowrocław (26 kwietnia). Krzyżacy opanowali też Gniewkowo i Kruszwicę. Jako ostatnia po długiej obronie poddała się Krzyżakom Pakość, która skapitulowała 12 lipca 1332 roku. W lipcu całe Kujawy znajdowały się już pod kontrolą krzyżacką. W odpowiedzi na to Łokietek, wsparty przez Węgrów, uderzył 15 sierpnia przez Mazowsze na ziemię chełmińską, ale jego wojska znalazły się w okrążeniu i rozpoczęto mediacje przy udziale legata papieskiego Piotra z Alwerni zakończone rozejmem.

## Rokowania pokojowe
Rozejm miał obowiązywać do Zielonych Świątek w maju 1333 roku, jednak jego końca nie doczekał już król Władysław Łokietek, który zmarł 2 marca 1333. Krótko przed swoją koronacją odbytą 25 kwietnia przyszły król Kazimierz III Wielki przedłużył rozejm o rok, a następnie jeszcze dwukrotnie o kolejne lata. Zdecydował się też liczyć na wsparcie papieża, a nie na mediacje pokojowe ze strony Węgier i Czech.
Z uwagi na wielostronność konfliktu i zmieniającą się sytuację polityczną w Europie Środkowo-Wschodniej (m.in. spory Luksemburgów o Karyntię z Habsburgami i Wittelsbachami; problem dziedziczenia Rusi Halickiej po Jerzym II i zbliżenie polsko-brandenburskie) negocjacje w sprawie zawarcia pokoju przedłużyły się. W tym czasie zawarto kilka układów dwu- i kilkustronnych, które porządkowały kwestie, które tylko w pewnym stopniu miały wpływ na wojnę.

### Zjazdy w Wyszehradzie
W 1335 zawarto rozejm polsko-czeski w Trenczynie. Jeszcze w listopadzie tegoż roku, a następnie latem 1338 odbyły się dwa zjazdy w Wyszehradzie, które regulowały głównie sprawy polsko-czeskie i – wstępnie – polsko-krzyżackie. W wyniku I zjazdu Polska miała odzyskać Kujawy i ziemię dobrzyńską. Jan Luksemburski zrzekł się tytułu króla Polski w zamian za 20 tys. kop groszy praskich. Zwarto też sojusz polsko-węgiersko-czeski przeciwko Habsburgom. Drugi zjazd przyniósł kolejne rozstrzygnięcia: potwierdzono sukcesję Andegawenów w Polsce po bezpotomnej śmierci Kazimierza III; z kolei po bezpotomnej śmierci ks. ruskiego Jerzego II jego księstwo (Ruś Halicka) miał odziedziczyć Kazimierz III; Jan Luksemburski zaś zagwarantował dojście do skutku przygotowywanego przez Polskę procesu z Krzyżakami, w zamian za zrzeczenie się króla polskiego praw do zhołdowanych (w 1327 i 1329) księstw śląskich i ks. płockiego.

### Proces z Krzyżakami
Po dłuższych przygotowaniach, król Kazimierz zdecydował się wystąpić na drogę sądową przeciwko Krzyżakom. Liczono, że dobre stosunki z papiestwem i bezstronność sędziów zapewnią lepszy werdykt niż postanowienia I zjazdu w Wyszehradzie. Prośbę o wszczęcie procesu Kazimierz wystosował na przełomie 1337/1338. Proces rozpoczął się 4 lutego 1339 w Warszawie i trwał do połowy września. W wyniku przesłuchań i zapoznania się z dokumentami sędziowie wydali wyrok niezwykle korzystny dla Królestwa Polskiego: Zakon Krzyżacki miał zwrócić Pomorze Gdańskie, Kujawy, ziemie dobrzyńską i chełmińską oraz kasztelanię michałowską. Dodatkowo Krzyżacy mieli pokryć koszty sądowe i zapłacić Polsce sumę 194 500 grzywien srebra (ok. 3240 kop groszy praskich). Rycerze zakonni odwołali się jednak od wyroku do papieża Benedykta XII. Papież nakazał 22 czerwca 1341 przeprowadzenie dochodzenia specjalnie powołanej komisji, w skład której weszli biskupi: miśnieński Withego II z Colditz (po jego śmierci w 1342 bp Jan I z Nowego Isenburgu), krakowski Piotr z Falkowa oraz chełmiński Otton. Komisja ta działała prawdopodobnie do momentu zawarcia pokoju w 1343.

## Pokój kaliski
Z uwagi na zaangażowanie polskie od 1340 na Rusi Halickiej po śmierci ks. Jerzego II sprawa pokoju stała się dla Kazimierza III rzeczą pilną. Ostatecznie warunki pokoju uzgodniono w lipcu 1343 w Kaliszu, a król polski i wielki mistrz Ludolf König von Wattzau zaprzysięgli postanowienia w Wierzbiczanach 23 lipca. Na mocy zawartego pokoju Królestwo Polskie odzyskiwało Kujawy i ziemię dobrzyńską. Kazimierz „podarował” też Pomorze Gdańskie Krzyżakom jako „wieczystą jałmużnę Królestwa Polskiego” i zrzekł się ziemi chełmińskiej oraz michałowskiej. Z braku zachowanych źródeł nie wiadomo jakie zobowiązania ciążyły na państwie zakonnym.

## W kulturze
Wydarzenia drugiej połowy panowania Władysława Łokietka oraz bitwa pod Płowcami są kanwą powieści historycznej Karola Bunscha "Przełom". Podczas wojny kujawskiej dzieją się ostatnie odcinki seriali telewizyjnych "Gniewko, syn rybaka" oraz "Znak orła".